# Довшанли
Довшанли (азерб. Dovşanlı) — село у Кельбаджарському районі Азербайджану. Село розташоване за 2 км на північ від відгалуження з траси «Північ-Південь» (сполучає Мартакерт зі Степанакертом та йде далі на південь) до села Ванк.

## Пам'ятки
В селі розташована церква Сурб Аствацацін (Святої Богородиці) 1668 р., хачкар 12-13 століття, гробниці 2-1 тисячоліття до н. е., церква Анапат 1249 р., фортеця «Ціранакар» (дослівно — «Абрикосовий камінь») 12-13 століття.